# Paramuricea placomus
Paramuricea placomus är en korallart som först beskrevs av Carl von Linné 1758.  Paramuricea placomus ingår i släktet Paramuricea och familjen Plexauridae. Enligt den svenska rödlistan är arten starkt hotad i Sverige. Arten förekommer i Götaland. Artens livsmiljö är havet. Inga underarter finns listade i Catalogue of Life.